# 竹寺 (日本)
竹寺（たけでら）是位在日本埼玉縣飯能市的天台宗寺院。正式名稱是「八王寺」（はちおうじ）、山號「醫王山」（いおうざん）、院號「藥壽院」（やくじゅいん）。本尊牛頭天王（本地佛是藥師如來）、開基（創立者）為圓仁（慈覺大師）。武藏野三十三觀音靈場之第三十三番札所。

## 歷史
天安元年（857年），圓仁（慈覺大師）在東國巡禮之際，憐憫此地疫病流行多患者而開山。免於明治維新的神佛分離，至今仍為神佛習合之寺。

## 脚注
1. ↑  .   [2024-08-22]. （原始内容存档于2024-08-22）.

## 關連項目
- 修驗道

## 外部連結
- 竹寺 （页面存档备份，存于）